# 365일의 종이비행기
〈365일의 종이비행기〉(365日の紙飛行機 삼뱌쿠로쿠주우고니치노 카미히코오키[*])는 일본의 여성 아이돌 그룹 AKB48의 노래이다.

## 배경 및 출시
NHK TV소설 《아침이 온다》의 주제곡으로 제작된 곡으로, 2015년 8월 18일에 주제가로 채택됨이 NHK에서 발표되어, 2015년 9월 16일에 NHK 프리맵에서 처음으로 공개되었다.
싱글 CD는 표제곡이 아닌, 2015년 12월 9일에 발매된 싱글 〈입술에 Be My Baby〉의 커플링 곡으로 수록되어 발매되었다. 또한, 음악 스트리밍은 같은 날에 곡 단위로 시작되었다.